# Ельчин Сафарлі
Ельчин Сафарлі (азерб. Elçin Səfərli) — сучасний азербайджанський письменник та журналіст. У своїх книгах розповідає про східні традиції, культуру, побут та кохання. Насамперед відомий як автор роману «Солодка сіль Босфору» (2008), в центрі сюжету якого — журналіст із Баку та «місто душі» Стамбул.
Під час російсько-української війни, що розпочалася 24 лютого 2022 року, не засудив російську агресію.

## Біографія
Народився 12 березня 1984 року в Баку, Азербайджан. З дванадцяти років під псевдонімом публікував невеличкі розповіді у молодіжних газетах[яких?]. З шістнадцяти років працював у друкованих ЗМІ[яких?]}, вступив до університету[якого?] на журналістський факультет. Останні декілька років займався тележурналістикою, співпрацював із турецькими телеканалами[якими?]. Сафарлі — професійний журналіст, лауреат цілого ряду молодіжних літературних конкурсів[яких?]. Протягом тривалого часу жив у Стамбулі, тому події його перших романів відбувається саме у Туреччині. 2011 року про Сафарлі зняли короткометражний фільм «Наодинці з усіма» (рос. «Наедине со всеми»; режисер Сергій Сараханов).

## Переклади українською
- Ельчін Сафарлі. Про море мені розкажи. — Book Chef, 2017. — 272 с. — ISBN 978-617-7347-89-6.
- Ельчін Сафарлі. Чекай удома, коли повернуся. — Book Chef, 2018. — 288 с. — ISBN 978-617-7559-12-1.
- Ельчін Сафарлі. Дім, де жевріє світло. — Book Chef, 2019. — 288 с. — ISBN 978-617-7764-26-6.